# Municipio de Rankin
El municipio de Rankin (en inglés: Rankin Township) es un municipio ubicado en el condado de Perry en el estado estadounidense de Arkansas. En el año 2010 tenía una población de 1296 habitantes y una densidad poblacional de 15,49 personas por km².

## Geografía
El municipio de Rankin se encuentra ubicado en las coordenadas 34°57′18″N 92°43′44″O / 34.95500, -92.72889. Según la Oficina del Censo de los Estados Unidos, el municipio tiene una superficie total de 83.64 km², de la cual 78,23 km² corresponden a tierra firme y (6,47 %) 5,41 km² es agua.

## Demografía
Según el censo de 2010, había 1296 personas residiendo en el municipio de Rankin. La densidad de población era de 15,49 hab./km². De los 1296 habitantes, el municipio de Rankin estaba compuesto por el 94,98 % blancos, el 1,16 % eran afroamericanos, el 1,47 % eran amerindios, el 0,23 % eran asiáticos, el 0,23 % eran de otras razas y el 1,93 % eran de una mezcla de razas. Del total de la población el 2,08 % eran hispanos o latinos de cualquier raza.